# Farkasfölde vára
Farkasfölde vára egy középkori vár volt Horvátországban, a Verőce-Drávamente megyei Pitomacsához tartozó Sedlarica település határában.

## Fekvése
Farkasfölde vára a Sedlarica falu déli része fölé emelkedő, a falu belterülete és a Mali jarak nevű vízfolyás között emelkedő 227 méteres Šanac nevű magaslaton állt.

## Története
A várat, mint szomszédos várat az 1317-es évben Datian fia Farkas birtokaként Prodavíz várának birtokhatárainál említik meg először. Prodaviz várát ekkor a Churla nembeli Joakim gróf fia Tamás gróf birtokolta. A további adatok az említett Farkasról nagyon gyérek. Ismert, hogy apja szomszédjai Moys ispán leszármazottjai voltak, a 13. században fölöttébb nagyhatalmú és tehetős emberek voltak. Akár az is feltételezhető, hogy ma még nem ismert módon, ők foglalták el ezt birtokot, hogy birtokaikat kibővítsék. 1358-ban ez a vár és tartozékai a már említett Moys ispán fia, Mihály, majd annak leánya, Katalin birtokában volt, aki fivérétől, Istvántól kapta birtokába. A vár társtulajdonosa a férje, Megerychei Mihály fia György volt. Farkasfölde környékén Moys fia Mihály és ennek fia Iván, valamint a már említett Katalin nevű lánya birtokai voltak. A szomszédban volt birtokos Moys egy másik fia Sándor, valamint ennek fiai, György, Moys és Miklós is.

## A vár mai állapota
A vár közepe ovális alakú, mely köré ugyancsak ovális kettős árkot ástak. A várhely elülső sáncának északi oldala kis mértékben kibővített. Ezen valaha egy épület, talán őrhely, híd, vagy hasonló állhatott. A várhoz a völgyből felvezető út a keleti oldalon volt. A várnak ebből az alakjából feltételezhetjük azt is, hogy védelmi funkciója mellett a 13. század előtt esetleg kultikus célokra is szolgált. A középső földhalmon kis mennyiségű 14. századi cseréptöredéket és régi tégladarabot találtak.